# Passer hispaniolensis
El gorrión moruno (Passer hispaniolensis) es una especie de ave paseriforme de la familia de los Passeridae autóctona de la región mediterránea (la península ibérica, el Magreb, Córcega, Sicilia, Cerdeña y Grecia). Su aspecto es similar al del gorrión común.

## Subespecies
Se reconocen dos subespecies:
- P. h. hispaniolensis (Temminck, 1820)– islas de Cabo Verde, islas Canarias, Madeira, sur de Europa y norte de África.
- P. h. transcaspicus Tschusi, 1902– desde Irán y Transcaspia hasta el este de Kazajistán y Afganistán.

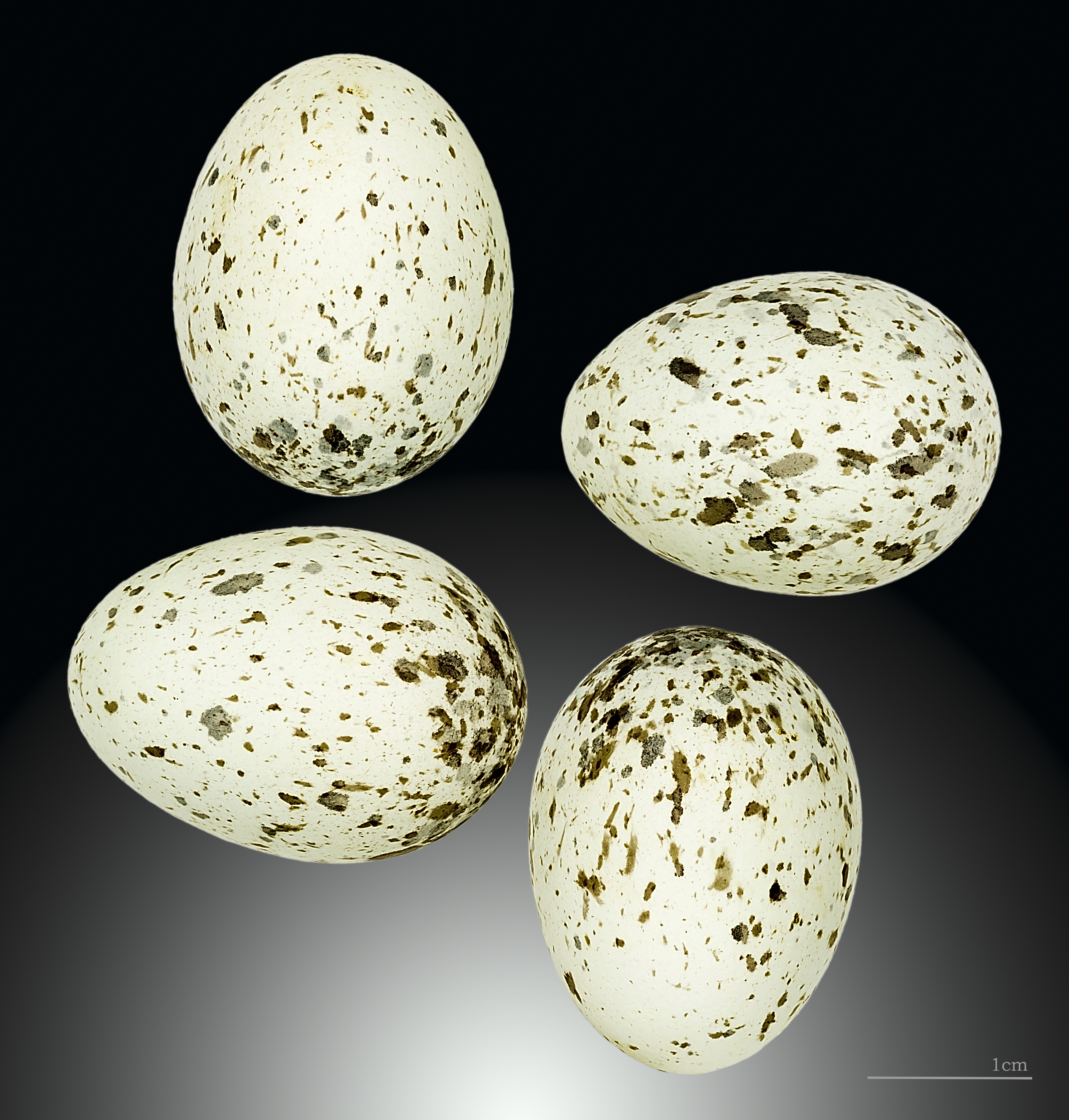
Huevos de Passer hispaniolensis